# ファリラット・オグンコヤ
ファリラット・オグンコヤ (Falilat Ogunkoya、1968年5月12日- )は、ナイジェリアの陸上競技選手。1996年アトランタオリンピックの銀メダリストである。

## 経歴
オグンコヤは、1988年ソウルオリンピックの200m走に出場し、2次予選で敗退。4×400mリレーでも予選6位という結果を残す。彼女は、8年後のアトランタオリンピックでは、400mと4×400mリレーに出場。400mでは、49.10秒の自己ベストの走りで、フランスのマリー・ジョゼ・ペレク、オーストラリアのキャシー・フリーマンに次いで銅メダルを獲得。さらに、4×400mリレーでは、オラビシ・アフォラビ、ファティマ・ユスフ、クリスティ・オパラとともに銀メダルを獲得した。

## 自己ベスト
- 100m - 11秒19 (1988年)
- 200m - 22秒22 (1998年)
- 400m - 49秒10 (1996年)

## 主な実績
| 年   | 大会                     | 場所                             | 種目         | 結果 | 記録      |
| ---- | ------------------------ | -------------------------------- | ------------ | ---- | --------- |
| 1986 | 世界ジュニア陸上選手権   | アテネ(ギリシャ)                 | 200m         | 1位  | 23秒11    |
| 1987 | オールアフリカゲームズ   | ナイロビ(ケニア)                 | 100m         | 2位  | 11秒43    |
| 1987 | オールアフリカゲームズ   | ナイロビ(ケニア)                 | 200m         | 2位  | 22秒95    |
| 1988 | アフリカ陸上選手権       | アナバ(アルジェリア)             | 100m         | 2位  | 11秒51    |
| 1988 | アフリカ陸上選手権       | アナバ(アルジェリア)             | 200m         | 1位  | 23秒33    |
| 1989 | アフリカ陸上選手権       | ラゴス(ナイジェリア)             | 200m         | 2位  | 23秒74    |
| 1989 | アフリカ陸上選手権       | ラゴス(ナイジェリア)             | 400m         | 1位  | 51秒22    |
| 1989 | IAAFワールドカップ       | バルセロナ(スペイン)             | 400m         | 3位  |           |
| 1995 | オールアフリカゲームズ   | ハラーレ(ジンバブエ)             | 400m         | 2位  | 50秒31    |
| 1996 | オリンピック             | アトランタ(アメリカ合衆国)       | 400m         | 3位  | 49秒10    |
| 1996 | オリンピック             | アトランタ(アメリカ合衆国)       | 4×400mリレー | 2位  | 3分21秒04 |
| 1996 | IAAFグランプリファイナル | ミラノ(イタリア)                 | 400m         | 2位  | 49秒73    |
| 1998 | IAAFグランプリファイナル | モスクワ(ロシア)                 | 400m         | 1位  | 49秒73    |
| 1998 | IAAFワールドカップ       | ヨハネスブルグ(南アフリカ共和国) | 200m         | 2位  | 22秒25    |
| 1998 | IAAFワールドカップ       | ヨハネスブルグ(南アフリカ共和国) | 400m         | 1位  | 49秒52    |
| 1998 | アフリカ陸上選手権       | ダカール(セネガル)               | 200m         | 1位  | 22秒22    |
| 1998 | アフリカ陸上選手権       | ダカール(セネガル)               | 400m         | 1位  | 50秒07    |
| 1999 | 世界室内陸上選手権       | 前橋(日本)                       | 400m         | 2位  | 51秒25    |
| 1999 | オールアフリカゲームズ   | ヨハネスブルグ(南アフリカ共和国) | 400m         | 1位  | 50秒02    |
| 2000 | オリンピック             | シドニー(オーストラリア)         | 400m         | 7位  | 50秒12    |
| 2000 | オリンピック             | シドニー(オーストラリア)         | 4×400mリレー | 4位  | 3分23秒80 |
| 2000 | IAAFグランプリファイナル | ドーハ(カタール)                 | 400m         | 2位  | 50秒61    |